# Sneathia amnii
Sneathia amnii es una bacteria del género Sneathia que fue aislada por primera vez de sangre humana en Estrasburgo (Francia). Es un patógeno del tracto urogenital femenino. Es una bacteria gramnegativa.